# Прапор Барселони

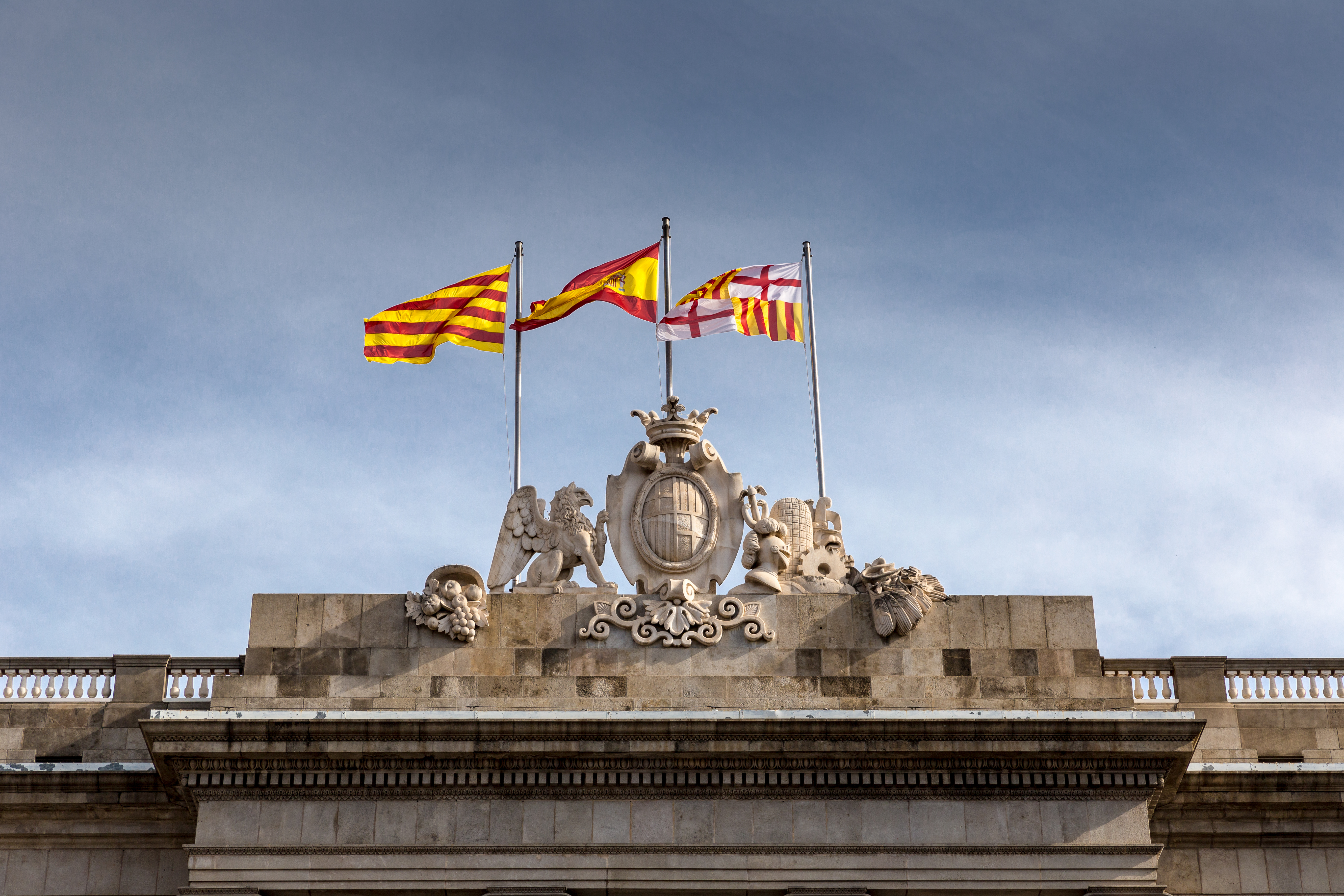
Над мерією Барселони майорять прапори Каталонії, Іспанії та Барселони

Прапор Барселони ( Каталонською й Іспанською: Bandera de Barcelona) — муніципальний прапор Барселони, який поєднує в собі хрест Святого Георгія (каталонська Sant Jordi, іспанська San Jorge ), святий покровитель Каталонії, з традиційними червоно-жовтими смугами Сеньєра, стародавнім символом Корони Арагону (тут смуги вертикальні, хоча сучасний прапор Каталонії має горизонтальні смуги).
Прапор у його нинішньому вигляді є офіційним з 2004 року, хоча він (або його варіанти), можливо, використовувався з дев'ятнадцятого століття. Вперше він був офіційно прийнятий у травні 1906 року, але його використання було заборонено під час правління Франциско Франко; дещо інша версія прапора з більш яскравими кольорами та іншою конфігурацією червоних смуг була знову прийнята в 1984 році.

Прапор, прийнятий міською радою з 1996 по 2004 рік
Співвідношення прапора: 2:3

У 1996 році, після низки різних пропозицій, міська рада Барселони прийняла новий прапор, що містить офіційний логотип міста (який містить хрест Святого Георгія) поверх вертикальних каталонських смуг. Прапор користувався певною політичною підтримкою, але проти нього виступали деякі історичні та вексилологічні групи.
Однак у 2004 році міська рада «відновила» законодавство про прапор 1906 року, відновивши оригінальний дизайн. І традиційний (1906), і сучасний (1996) дизайни можна побачити сьогодні в місті, хоча Каталонська вексилологічна асоціація (каталонська Associació Catalana de Vexil·lologia) продовжує агітувати проти використання останнього.

## Зовнішні джерела
- Законодавство, яке робить офіційним поточний прапор (каталонською мовою)
- Прапори країн світу: муніципалітет Барселони (Каталонія, Іспанія)
- Муніципалітет Барселони
- Associació Catalana de Vexil·lologia (каталонською)